# Ballad Classics II
『Ballad Classics II』（バラッド・クラシックス・ツー）は小泉今日子の14枚目のベスト・アルバム（セルフカバー・アルバム）。1989年12月16日にビクター音楽産業から発売された。

## 概要
1987年発売『Ballad Classics』以来2年ぶりとなるバラード・ベスト・アルバム。ジャケットイラストは粟津潔。
全曲を新しい編曲を施しセルフカバーで再録音。中にはオリジナルではバラードでなかった曲も存在する。
ベスト・アルバムではあるが、選曲楽曲はシングル表題曲は1曲で、カップリング曲2曲、アルバム曲9曲で構成されている。次作『No.17』からCDに完全移行したため、アナログ盤では最後のリリース。2007年8月22日にデジタルリマスター、紙ジャケット仕様、ボーナス・トラックが1曲追加されて（「たとえばフォーエバー」）で再発売。
2024年9月25日に、『Ballad Classics』及び、『Ballad Classics III』と同時に、Goh Hotodaによるリマスタリング盤CDと、小鐵徹によるカッティング盤アナログレコードがリリースされた。

## 収録曲
1. Kiss
作詞：松本隆 / 作曲：筒美京平 / 編曲：戸田誠司
  - 21stシングル「水のルージュ」のB面。
2. 涙のMyロンリーBoy
作詞：高見沢俊彦・高橋研 / 作曲：高見沢俊彦 / 編曲：ウニタ・ミニマ
  - 13thシングル「The Stardust Memory」のB面。
3. 遅い夏
作詞：銀色夏生 / 作曲：藤井尚之 / 編曲：ヤン富田
  - 11thアルバム『Phantasien』収録曲。
4. この涙の谷間
作詞：銀色夏生 / 作曲：関口和之 / 編曲：ヤン富田
  - 11thアルバム『Phantasien』収録曲。
5. 今をいじめて泣かないで
作詞：銀色夏生 / 作曲：筒美京平
編曲：東京スカパラダイスオーケストラ
  - 5thアルバム『Betty』収録曲。
6. Moon Light
作詞：サンプラザ中野 / 作曲：久保田利伸 / 編曲：ヤン富田
  - 12thアルバム『BEAT POP』収録曲。
7. 片想い
作詞：麻生圭子 / 作曲：山川恵津子 / 編曲：戸田誠司
  - 7thアルバム『Flapper』収録曲。
8. 艶姿ナミダ娘
作詞：康珍化 / 作曲：馬飼野康二
編曲：東京スカパラダイスオーケストラ
  - 7thシングル。
9. 青い夜の今ここで
作詞：銀色夏生 / 作曲：大沢誉志幸 / 編曲：戸田誠司
  - 6thアルバム『Today's Girl』収録曲。
10. 今年最後のシャーベット
作詞：川村真澄 / 作曲：上田知華 / 編曲：ウニタ・ミニマ
  - 10thアルバム『Hippies』収録曲。
11. Flower
作詞：康珍化 / 作曲：林哲司 / 編曲：トマトス
  - 4thアルバム『WHISPER』収録曲。
12. バナナムーンで会いましょう
作詞：康珍化 / 作曲：筒美京平 / 編曲：ヤン富田
  - 5thアルバム『Betty』収録曲。

### Ballad Classics II +1
1. Kiss
2. 涙のMyロンリーBoy
3. 遅い夏
4. この涙の谷間
5. 今をいじめて泣かないで
6. Moon Light
7. 片想い
8. 艶姿ナミダ娘
9. 青い夜の今ここで
10. 今年最後のシャーベット
11. Flower
12. バナナムーンで会いましょう
13. たとえばフォーエバー / 小泉今日子･真田広之（ボーナス・トラック）
作詞・作曲：和田誠 / 編曲：八木正生
  - 26thシングル「快盗ルビイ」B面。映画『快盗ルビイ』の挿入歌。
  - 共演した真田広之とのデュエット曲。再録作品ではない。